# جاكوب ريتشاردز
جاكوب ريتشاردز (بالإنجليزية: Jacob Richards) هو محامي وسياسي أمريكي، ولد في 1773، وتوفي في 20 يوليو 1816. انتخب عضو مجلس النواب الأمريكي.